# Sarah Eaton
Sarah B. Eaton ist eine kanadische, auf Politische Ökonomie Chinas spezialisierte Politikwissenschaftlerin und Sinologin. Sie ist seit 2019 Professorin für transregionale China-Studien an der Humboldt-Universität zu Berlin.
Eaton studierte an der Mount Allison University in Sackville, New Brunswick (1997–2001; Bachelor of Arts) und der McMaster University in Hamilton, Ontario (2002–2004; M.A. in Politikwissenschaft). Während ihres Promotionsstudiums der Internationalen Beziehungen sowie Vergleichenden Politik der Entwicklungsländer (mit Fokus China) an der University of Toronto (2004–2011) absolvierte sie das Inter-University Program zum Studium der chinesischen Sprache an der Tsinghua-Universität in Peking und war als Gastwissenschaftlerin am Institut für Weltwirtschaft und Politik der Chinesischen Akademie der Sozialwissenschaften sowie am Institut für Internationale Politik der Renmin-Universität. Mit einer Arbeit zur Politischen Ökonomie der Wende Chinas zum Staatskapitalismus promovierte sie 2011 in Toronto zur Ph.D.
Anschließend war sie als wissenschaftliche Mitarbeiterin am China-Zentrum der Universität Oxford und als Assistant Professor an der politikwissenschaftlichen Abteilung der University of Waterloo in Ontario tätig. Als Lecturer für Politische Ökonomie Chinas lehrte sie 2013–2014 an der School of Interdisciplinary Area Studies der Universität Oxford. Im Juli 2014 wurde sie als Professorin für Gesellschaft und Wirtschaft des modernen Chinas an die Georg-August-Universität Göttingen berufen. Seit 2019 hat sie die Professur für transregionale China-Studien am Institut für Asien- und Afrikawissenschaften der Humboldt-Universität zu Berlin inne. Zusammen mit Genia Kostka von der Freien Universität Berlin rief Eaton 2021 das Berlin Contemporary China Network ins Leben.

## Veröffentlichungen (Auswahl)
- Political Economy of the Advancing State. The Case of China's Airlines Reform. In:  The China Journal, Band 69 (Januar 2013), S. 64–86.
- Mit Genia Kostka: Authoritarian Environmentalism Undermined? Local Leaders’ Time Horizons and Environmental Policy Implementation in China. In: The China Quarterly, Band 218 (Juni 2014), S. 359–380.
- The Advance of the State in Contemporary China. State-Market Relations in the Reform Era. Cambridge University Press, Cambridge 2016.
- Mit Daniel Fuchs: How China and Germany became partners on technical standardization. In: Washington Post, 16. November 2020 (ausgezeichnet mit einem Albie Award for the best work in political economy[4]).